# Сесхего
Сесхего (Seshego) — город в местном муниципалитете Полокване Района имени Тропика Козерога провинции Лимпопо (ЮАР). С 1972 по 1974 годы был столицей полунезависимого бантустана Лебова.